# Ги II (маркграф Намюра)
Ги II Намюрский (фр. Gui II de Namur; 1312 — 12 марта 1336) — маркграф Намюра с 1335 года. Второй сын маркграфа Намюра Жана I и Марии д’Артуа, дочери Филиппа д’Артуа, сеньора Конша.

## Биография
В 1332 году Ги участвовал в войне за Мехелен на стороне графа Фландрии Людовика I против герцога Брабанта Жана III.
2 апреля 1335 года, после смерти старшего брата Жана II, стал маркграфом Намюра и под влиянием своего младшего брата Роберта, приближенного короля Англии Эдуарда III, признал вассальную зависимость от последнего в обмен на финансовую помощь.
Участвовал в кампании против Шотландии с отрядом численностью 300 человек. Во время битве при Берроу Мюре, он был сломлен количественным превосходством войска графа Морея Джона Рандольфа и был пленён шотландцами. Он был освобожден из плена за выкуп.
Возвратившись из плена, Ги погиб 12 марта 1336 года во Фландрии на рыцарском турнире.
Он не был женат и детей не имел, поэтому маркграфство перешло к его брату Филиппу III.